# Войнешть (Ясси)
Войнешть, Войнешті (рум. Voinești) — село у повіті Ясси в Румунії. Входить до складу комуни Войнешть.
Село розташоване на відстані 311 км на північ від Бухареста, 14 км на південний захід від Ясс.

## Населення
За даними перепису населення 2002 року у селі проживали 2966 осіб, усі — румуни. Усі жителі села рідною мовою назвали румунську.